# Bolha da Internet

Índice NASDAQ entre os anos de 1994 e 2005.

A bolha da Internet ou bolha das empresas ponto com foi uma bolha especulativa que ocorreu aproximadamente de 1994 até 2000, caracterizada por uma forte alta das ações das novas empresas de tecnologia da informação e comunicação (TIC) baseadas na Internet. Essas empresas eram também chamadas "ponto com" (ou "dot com"), devido ao domínio de topo ".com" constante do endereço de muitas delas na rede mundial de computadores.
No auge da especulação, o índice da bolsa eletrônica de Nova Iorque, a Nasdaq, chegou a alcançar mais de 5000 pontos, despencando pouco tempo depois. Considera-se que o auge da bolha tenha ocorrido em 10 de março de 2000. Ao longo de 2000, ela se esvaziou rapidamente, e, já no início de 2001, muitas empresas "ponto com" já estavam em processo de venda, fusão, redução ou simplesmente quebraram e desapareceram.

## Período de Formação da Bolha
A bolha das "ponto com" cobriu aproximadamente o período de 1995-2000 em decorrência dos privilégios que empresas de mídia ligadas a internet tinham com o governo norte-americano. O clímax registrou-se em 10 de março de 2000, quando o índice Nasdaq chegou a 5.132,52 pontos. Ao longo de cinco anos, as bolsas de valores de países industrializados viram a ascensão rápida do preço das ações das empresas de comércio eletrônico e áreas afins. Apesar de a última fase ter sido uma catástrofe, o boom Internet às vezes é utilizado para se referir ao constante crescimento da Internet comercial (exemplificada pela primeira versão do navegador Mosaic, em 1993), ao longo da década de 1990.
O período foi marcado pela criação - e, em muitos casos, fracasso - de novas empresas baseadas na Internet, geralmente designadas como "ponto com". As empresas perceberam que os preços de suas ações disparariam se simplesmente fosse adicionado ao seu nome o prefixo "e-", que um autor denominou “prefixo do investimento”, ou o sufixo .com.
A combinação do rápido aumento dos preços das ações, confiança de mercado que as empresas depositaram em lucros futuros, a especulação em ações individuais, e a ampla disponibilidade de capital de risco, criou um ambiente em que muitos investidores tornaram-se dispostos a ignorar as métricas tradicionais, como o P / E ratio (unidade de medida de preço) em favor da confiança nos avanços tecnológicos.

## O Crescimento da Bolha
Os capitalistas de alto risco viram um recorde de aumento nas cotações de ações de empresas "ponto com", e, portanto, mudaram as táticas de mercado mais rapidamente e com menos cautela do que o habitual, optando por reduzir o risco de partir muitos concorrentes, deixando para o mercado decidir o que iria suceder. As baixas taxas de juros em 1998-1999 ajudaram a aumentar os montantes de capital de arranque. Embora alguns destes novos empresários tivessem planos realistas e capacidade administrativa, a maioria estava despreparada, mas foi, assim mesmo, capaz de vender suas ideias aos investidores por causa da novidade do conceito de "ponto com".
Alguns modelos canônicos de empresa "ponto com" invocaram aproveitar os efeitos da rede, operando em uma perda líquida para a construção da quota sustentada de mercado. Estas empresas ofereceram os seus serviços ou produtos finais, gratuitamente, com a expectativa de que eles pudessem criar uma conscientização de marca bastante rentável, cobrando taxas pelos seus serviços mais tarde. O lema "get big fast" reflete essa estratégia. Durante o período de perda as empresas confiaram no capital de risco e, especialmente, nas ofertas públicas iniciais de ações para pagar suas despesas, enquanto não tinham, ainda, nenhuma fonte de renda. O fato de esses tipos de ações serem recentes, combinado com a dificuldade de avaliação das empresas, levou muitas ações a alturas vertiginosas, de maneira inconsistente.
Historicamente o boom "ponto com" pode ser visto similarmente a uma série de outros “booms” tecnológicos do passado, incluindo as ferrovias em 1840, o setor automotivo e o rádio nos anos 1920 e os eletrônicos em 1950.
No ano de 1950 surgiram as novas chamadas black-founders, empresas pequenas que cresciam rapidamente e movimentava milhões, um dos maiores revolucionários desta área é o Rock Bee, fundador da primeira black-founders.

## O Estouro da Bolha
Ao longo de 1999 e início de 2000, o U.S. Federal Reserve aumentou as taxas de juros em seis vezes, e a economia começou a perder velocidade. O estouro da bolha das "ponto com", deu-se em 10 de março de 2000, quando o índice de tecnologia pesada Nasdaq Composite chegou a 5,048.62 (intra-dia 5,132.52), mais que o dobro do seu valor em apenas um ano. O índice Nasdaq caiu um pouco, depois disso, o que foi atribuído à correção pela maioria dos analistas de mercado, à inversão real do mercado e, posteriormente, aos resultados adversos nos Estados Unidos, como, por exemplo, o caso da Microsoft que estava sendo ouvida pelo tribunal federal. A decisão, que a declarou monopólio, era amplamente esperada, já nas próximas semanas antes de seu lançamento em 3 de abril.
Uma possível causa para o colapso da Nasdaq, e todas as "ponto com" que vieram a desabar, foi a ordem de venda maciça de ações para os "grandes termômetros" da mais alta tecnologia (Cisco, IBM, Dell, etc), devendo ser processadas, simultaneamente, na manhã seguinte em 10 de março, no fim de semana. A venda resultou na NASDAQ abrindo cerca de quatro pontos percentuais, na segunda-feira 13 março, de 5,038 a 4,879 - o maior percentual de 'pré-mercado" para o ano inteiro.
As vendas iniciais maciças dos lotes, processadas na segunda-feira, 13 de março, desencadearam uma reação de venda, que se auto alimentou por investidores, fundos e instituições liquidadas. Em apenas seis dias, o Nasdaq havia perdido quase nove por cento, caindo de cerca de 5.050 em 10 de março para 4580 em 15 de março. As ações da Cisco, por exemplo, que chegaram a ser as mais valorizadas do mundo, tiveram seu preço reduzido em 2/3.
Outros motivos podem ter sido os gastos acelerados das empresas na preparação para a transição para o Y2K. Passado o Ano Novo sem incidentes, as empresas viram-se com todos os equipamentos de que necessitavam durante algum tempo, e os gastos das empresas declinaram-se rapidamente. Isto se aproximou bastante à situação dos mercados de ações dos U.S, quando chegaram ao pico. O índice Dow Jones atingiu o ápice, em 14 de janeiro de 2000, encerrado em 11.722,98, com um pico intra-dia de 11.750,28, e o S&P 500, mais alto, em 24 de março de 2000, encerrado em 1.527,46, com um pico intra-dia da 1.553,11, quando, ainda mais acirradamente, o britânico FTSE 100 Index atingiu um máximo de 6,950.60, no último dia de negociação, em 1999 (30 de dezembro). Houve congelamento de contratações, demissões, e consolidações seguidas, em várias indústrias, do setor "ponto com".
O estouro da bolha ainda pode ter sido relacionado com os maus resultados de varejistas da Internet, após a temporada de Natal de 1999. Esta foi a primeira evidência inequívoca e pública de que a crença no "Get Rich Quick" ("Fique rico depressa") se mostrara falsa para a maioria das empresas. Estes resultados foram divulgados em março, quando os relatórios anuais e trimestrais das empresas públicas foram liberados. Algumas das grandes empresas de comércio ignoraram totalmente os preceitos básicos de economia, presumindo que, graças à Internet - a qual teria originado uma "Nova Economia" - qualquer coisa poderia ser vendida online. Exemplo clássico dessa abordagem foram as empresas que tentaram usar um modelo de cortador de biscoitos para espalhar suas marcas no mapa global. Muitas delas simplesmente ignoraram as regras básicas de diligência em relação ao mercado-alvo e potenciais clientes no que diz respeito ao mercado e às necessidades locais. Se uma ideia fosse bem sucedida nos E.U.A., supunha-se que pudesse ser também em outras partes do mundo, o que acabou não acontecendo.
Em 2001, a bolha murchou rapidamente. A maioria das "ponto com" cessou sua atividade, após queimar seu capital de risco. Muitas nem chegaram a obter lucros. O pico mais recente do índice Nasdaq Composite foi registrado no dia 12 de fevereiro de 2021, quando chegou a 14.095,47.

## Lista de empresas mais importantes relacionadas à bolha
- Boo.com – gastou US$ 188 milhões em apenas seis meses[10] na tentativa de criar uma loja de artigos de moda online e global. Foi à falência em maio de 2000.[11]
- Startups.com – foi a "startup das ponto-com". Faliu em 2002.
- e.Digital Corporation (EDIG) – empresa OTCBB (tipo de ação não listada na NASDAQ ou outra bolsa de valores americana) fundada em 1988, anteriormente chamada Norris Communications. Em janeiro de 1999, suas ações estavam cotadas a US$ 0,06. No mesmo mês, após mudar o nome para e.Digital, as ações subiram rapidamente, fechando a US$ 2,91 em 31 de dezembro de 1999 e com uma máxima de US$ 24,50 em 24 de janeiro de 2000. O valor rapidamente voltou ao patamar anterior, e no restante da década oscilou entre US$ 0,07 e US$ 0,165.[12] Em 2013, as ações continuam em valores baixos, entre US$ 0,12 e US$ 0,19.[13]
- Freeinternet.com – decretou falência em outubro de 2000, pouco depois de cancelar sua oferta pública inicial. Na época, Freeinternet.com era o quinto maior provedor de internet dos Estados Unidos, com 3,2 milhões de usuários.[14] Em 1999, a empresa teve receita de apenas US$ 1 milhão, resultando em prejuízo de US$ 19 milhões.[15][16]
- GeoCities – comprada pela Yahoo! por US$ 3,57 bilhões em janeiro de 1999.[17] Yahoo! fechou o GeoCities no dia 26 de outubro de 2009.[18]
- theGlobe.com – rede social lançada em 1995, tornou-se notícia ao ter o captital aberto em novembro de 1998 e quebrando o recorde de maior aporte no primeiro dia de uma IPO. O CEO tornou-se um símbolo do excesso dos milionários da bolha da internet.
- GovWorks.com – ponto com fracassada exibida no documentário Startup.com.
- pets.com – pet shop de varejo. Entrou em falência em 2000.
- open.com – produtora, revendedora e distribuidora de soluções de segurança de software. Entrou em falência em 2001.
- InfoSpace – Em março de 2000, atingiu a cotação de US$ 1.305,00 por ação,[19] mas em abril de 2001 seu preço já tinha desabado para US$ 22 por ação.[19]
- lastminute.com – Cujo IPO no Reino Unido coincidiu com o estouro da bolha.
- The Learning Company – comprada pela Mattel em 1999 por US$ 3,5 bilhões, vendida por U$ 27,3 milhões em 2000.[20]
- Think Tools AG – um dos sintomas mais extremos da bolha na Europa: o mercado estimava o valor da empresa em 2,5 bilhões de francos suíços em março de 2000, mesmo sem a mesma ter qualquer produto relevante à venda.[21]
- Webvan – especializada em venda de alimentos que operava num sistema de "crédito e entrega". A empresa faliu em 2001, e foi posteriormente reinaugurada pela Amazon.
- WorldCom – provedora de serviços de internet e chamada telefônica de longa distância famosa por usar práticas fraudulentas para inflar o preço de suas ações. Entrou com pedido de falência em 2002. O ex-CEO, Bernard Ebbers, foi condenado por fraude e conspiração.
- Xcelera.com – empresa suíça de investimentos em start-ups de tecnologia.[22] "Maior alta nas ações no período de 1 ano em toda a história de Wall Street." [23]
- Broadcast.com – comprada pela Yahoo! por US$ 5,9 bilhões, o que tornou Mark Cuban um multi-bilionário. O site foi desativado e seu endereço atualmente é redirecionado para a página inicial do Yahoo!
- MicroStrategy – cujas ações perderam mais de metade do valor no dia 20 de março de 2000, após o anúncio de retificações feitas nos dados financeiros dos dois anos anteriores. Um editorial da BusinessWeek disse, "A desgraça da empresa é um sinal claro para todos os investidores das ponto com: finalmente, chegou a hora de prestar atenção nos números."[24]
- inktomi – avaliada em US$ 25 bilhões em março de 2000.
- Tiscali – importante empresa de telecomunicações da Itália cujas ações subiram de 46€ (IPO em novembro de 1999) para 1197€ em apenas quatro meses – Menos de dois meses depois, a cotação caiu para 40€ e continuou a cair, atingindo valores inferiores a 0,2 euros.[25]